# Mézières-en-Brenne
Mézières-en-Brenne – miejscowość i gmina we Francji, w Regionie Centralnym, w departamencie Indre.
Według danych na rok 1990 gminę zamieszkiwały 1194 osoby, a gęstość zaludnienia wynosiła 21 osób/km² (wśród 1842 gmin Regionu Centralnego Mézières-en-Brenne plasuje się na 329. miejscu pod względem liczby ludności, natomiast pod względem powierzchni na miejscu 59.).